# Jeff Buckley
Jeffrey Scott Buckley (17. november 1966 – 29. maj 1997) var en amerikansk singer-songwriter, kendt for sin stemme, der strakte sig over mindst tre en halv oktav. 
Kritikere anså ham for at være sin generations mest lovende kunstner, da han udgav sit første album Grace i 1994. Han druknede i Wolf River, en biflod til Mississippi, inden han nåede at udgive flere album. Han er stadig en stor inspirationskilde for mange musikere. 
Jeff Buckley var søn af den folk- og funk-inspirerede singer-songwriter Tim Buckley, der ligesom sønnen var kendt for sin til tider meget eksperimenterende stil og sin markante stemme.

## Biografi

### Historie
Født I Anaheim, California af Mary Guibert og Tim Buckley. Tim Buckley var en singer-songwriter som udgav en række værdsatte folk og jazz albums sidst i 60’erne og start 70’erne. Jeff Buckley sagde om sin far ”I never knew him – I met him once, when I was 8” (oversat: Jeg har aldrig kendt ham – jeg mødte ham en enkelt gang da jeg var 8 år). Tim Buckley døde af en overdosis i 1975.
Jeff Buckley voksede op med musikken omkring sig – hans mor var en klassisk uddannet pianist og cellist, og hans stedfar (Scott Moorhead) introducerede Led Zeppelin, Jimi Hendrix, The Who og Pink Floyd for Buckley. Mens Buckley voksede op, gik han altid og sang i harmoni med sin mor, og i en alder af seks år fandt han en akustisk guitar hos sin bedstemor og begyndte straks at spille – i en alder af 12 valgte Buckley, at han ville være musiker. Han fik sin første elektriske guitar, en sort Gibson Les Paul, og begyndte at interessere sig for progressive rock og bands som Rush, Genesis og Yes og jazz guitaristen Al Di Meola. 
I 1984 blev Buckley færdig med high school og flyttede til Hollywood for at gå på Musicians Institute. Han bestod et kursus på 1 år i en alder af 18 – Buckley sagde senere ”It was the biggest waste of time” – alligevel var Buckley glad for at studere musikteori og sagde ”I was attracted to really interesting harmonies, stuff that I would hear in Ravel, Ellington, Bartók.” (oversat: jeg var tiltrukket af interessante harmonier, ting du kunne høre i Ravel, Ellington og Bartók). Ben Harper har udtalt “He had some of the most interesting chords and chord progressions of my generation” (oversat: han havde nogen af de mest interessante akkorder og akkordsammensætninger i min generation.)
Buckley brugte derefter de næste seks år på at arbejde på et hotel og spille guitar i diverse forskellige bands – og udforskede en lang række forskellige genre og stilarter som jazz, Reggae, roots rock til heavy metal.

### Musikken
Jeff Buckley flyttede til New York I februar 1990, men fandt få muligheder for at arbejde som musiker. Så Buckley flyttede til Los Angeles i september, da hans fars tidligere manager Herb Cohen tilbød at hjælpe ham med at optage hans første demo. Buckley lavede demoen Babylon Dungeon Sessions, som bestod af 5 sange bl.a. Eternal Life og Unforgiven (som senere kom til at hedde ”Last Goodbye”). Cohen og Buckley håbede, de kunne få opmærksomhed fra musikindustrien med dette demobånd i hænderne 
Buckley fløj tilbage til New York for at gøre sin første offentlige optræden som sanger, til en mindekoncert for hans far. Koncerten blev kaldt “Greetings from Tim Buckley”. Det fandt sted i St. Ann’s Church i Brooklyn den 26. april 1991. Jeff Buckley valgte at vise sin respekt for sin far ved at sige ”It's not a springboard - it's something very personal” (oversat: dette er ikke et springbræt, det er noget meget personligt). Han fremførte ”I Never Asked To Be Your Mountain”, en sang som Tim Buckley skrev til Jeff og hans mor, da Jeff kun var en baby. Arrangøren af koncerten udtalte senere ” He blew the whole place away”. Da Jeff Buckley blev spurgt om denne koncert, svarede han “It wasn't my work, it wasn't my life. But it bothered me that I hadn't been to his funeral, that I'd never been able to tell him anything. I used that show to pay my last respects.” (oversat: det var ikke min musik, det var ikke mit liv, men det irriterede mig, at jeg ikke var til hans begravelse, og jeg aldrig havde mulighed for at fortælle ham noget. Jeg brugte dette show for at vise min sidste respekt.)
Ironisk nok blev koncerten hans dør ind til musikindustrien.

### Grace
I midten af 1993 begyndte Buckley at arbejde på sit første album med pladeproduceren Andy Wallace, som er en af de helt store rockmusik producere og har navne som Rage Against the Machine, Nirvana, Sonic Youth og Sepultura på sit CV. Buckley samlede et band bestående af bassisten Mick Grøndahl og trommeslager Matt Johnson og brugte flere uger på at øve. I September tog trioen til Bearsville Studios i Woodstock, New York, hvor de tilbragte 6 uger på at optage de spor, som Grace-albummet skulle komme til at indeholde. 
Grace blev udgivet den 23. august 1994 og bestod af 7 originale sange og tre cover-sange. "Lilac Wine" er baseret på en version af Nina Simone, "Corpus Christi Carol" er fra Benjamin Brittens ”A Boy Was Born, OP.3”,  en komposition som Buckley blev introduceret til i high school og som er inspireret af en salme fra det 15. århundrede og ”Hallelujah” af Leonard Cohen. Buckleys version af ”Hallelujah” er blevet kaldt "Buckleys bedste" og "en af de bedste sange" af Time magazine og er med på Rolling Stones liste over de 500 bedste sange nogensinde.
Grace vandt anerkendelse fra et væld af respekteret musikere, herunder medlemmer af Buckleys største indflydelse, Led Zeppelin. Jimmy Page sagde, at Grace var tæt på at være det bedste album i dette årti og Robert Plant havde kun rosende ord. Bob Dylan kaldte Buckley ”for en af de største sangskrivere af dette årti”, og i et interview med Village Voice sagde David Bowie, at det var et af de albums, han ville tage med sig til en øde ø.

### De sidste dage
Efter Buckley havde afsluttet sin tourné i 1996, begyndte han at skrive på sit nye album kaldet ”My sweetheart the drunk”. I 1997 flyttede han til Memphis, Tennessee, hvor han begyndte at optage sin demo på sin egen 4-spors båndoptager. Han hyrede et band og gik i studiet igen for at optage sit kommende album. 
Den 29. maj 1997 da bandet ankom til Memphis, tog Buckley ud for at svømme i Wolf River Harbor med alt sit tøj på, mens han sang med på ”Whole Lotta Love” med Led Zeppelin, som kørte på den medbragte radio. En af Buckleys roadies, Keith Foti, blev på land og han flyttede radioen og Jeffs guitar væk fra en bølge, som blev skabt, da et skib sejlede forbi – og da han kiggede op var Jeff Buckley væk. Selv om en eftersøgning blev sat i gang og forsatte til langt ud på natten, var Jeff væk. Eftersøgningen blev afbrudt dagen efter pga. dårligt vejr. En uge senere blev hans lig fundet af en turist. 
I biografien Dream Brother, påstås det, at Jeff Buckley natten før sin død fortalte familien og flere venner, at han led af en bipolar lidelse (Maniodepressiv sindslidelse). Da hans lig senere blev undersøgt fandt man ingen tegn på, at han havde taget stoffer, før han var taget ud at svømme i nattens mulm og mørke (hvad der senere resulterede i en drukneulykke). Han blev 30 år gammel.
Efter Buckleys død blev hans samling af demooptagelser samlet til et dobbelt-album med titlen Sketches for My Sweetheart the Drunk – som Chris Cornell var med til at sammensætte.

## American Idol og X-Factor
Den 7. marts 2008 blev Buckleys version af Leonard Cohen-sangen, "Hallelujah", nr. 1 på iTunes-listen og solgte 178.000 downloads på en uge efter at være blevet fremført af Jason Castro i syvende sæson af tv-serien American Idol. Sangen debuterede som #1 den uge på Billboard's Hot Digital Songs-liste, hvormed Buckley fik sin første #1 på en Billboard-liste.
I 2009 lavede skuespiller og sanger Scarlett Johansson en coverversion af Buckleys "Last Goodbye" til soundtracket til sin film He's Just Not That Into You.

## Danmark
I Danmark har Jeff Buckley spillet på Montmartre i København i september 1994 og på Roskilde Festival i 1995 – en koncert der ofte snakkes om blandt danske musikere som noget nær en himmelsk oplevelse. 
Kashmir har også lavet en tribute til Jeff Buckley – nummeret "Gorgeous" fra deres The Good Life- album.

## Diskografi
- 1993 – Live at Sin-é
- 1994 – Grace
- 1995 – Live from the Bataclan
- 1998 – Sketches for My Sweetheart the Drunk
- 2000 – Mystery White Boy
- 2001 – Live a L'Olympia
- 2002 – The Grace EPs
- 2003 – Live at Sin-é (Legacy Edition)
- 2004 – Grace (Legacy Edition)
- 2007 – So Real: Songs From Jeff Buckley
- 2016 – You and I

## Dokumentarfilm
- Amazing Grace: Jeff Buckley (2004)
- Everybody Here Wants You (2002) – BBC
- Goodbye and Hello (2000) fra hollandsk TV
- Fall in Light (1999) fra fransk TV